# Etnografía de Guatemala
La etnografía de Guatemala es producto de la unión entre los pueblos indígenas (principalmente mayas) y europeos (principalmente españoles), con mínimos aportes de africanos y asiáticos.

## Censo de 2018
Según el censo realizado por el Instituto Nacional de Estadística de Guatemala en 2018, los encuestados se autoidentificaron como consta en la siguiente tabla.
| Pertenencia étnica      | Total     | % del total |
| ----------------------- | --------- | ----------- |
| Ladino                  | 8 346 120 | 56,0        |
| Maya                    | 6 207 503 | 41,7        |
| Xinca                   | 264 167   | 1,8         |
| Afrodescendiente/Creole | 27 647    | 0,2         |
| Garífuna                | 19 529    | 0,1         |
| Extranjero              | 36 320    | 0,2         |

## Otras fuentes
Según World Atlas, el 42% de los guatemaltecos son mestizos, el 40% indígenas (9% quiché, 8% kakchiquel, 8% mam, 6% kekchí y 9% de otros grupos) y el 18% blancos.
Para el antropólogo mexicano Francisco Lizcano, el 53% de la población es indígena, el 42% mestiza, el 4% blanca, el 0,8% asiática y el 0,2% garífuna.
En la encuesta Latinobarómetro de 2016, 45% de los guatemaltecos se declararon indígenas, 32% mestizos, 17% blancos, 1% mulatos, 1% negros y 1% de otra raza.

## Grupos étnicos

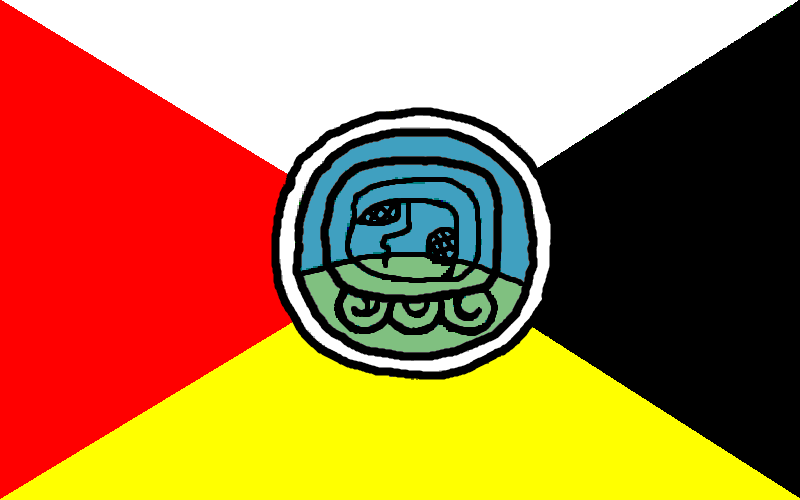
Bandera de los cuatro pueblos de Guatemala: mayas (blanco), ladinos (negro), garífunas (amarillo) y xincas (rojo).

### Ladinos

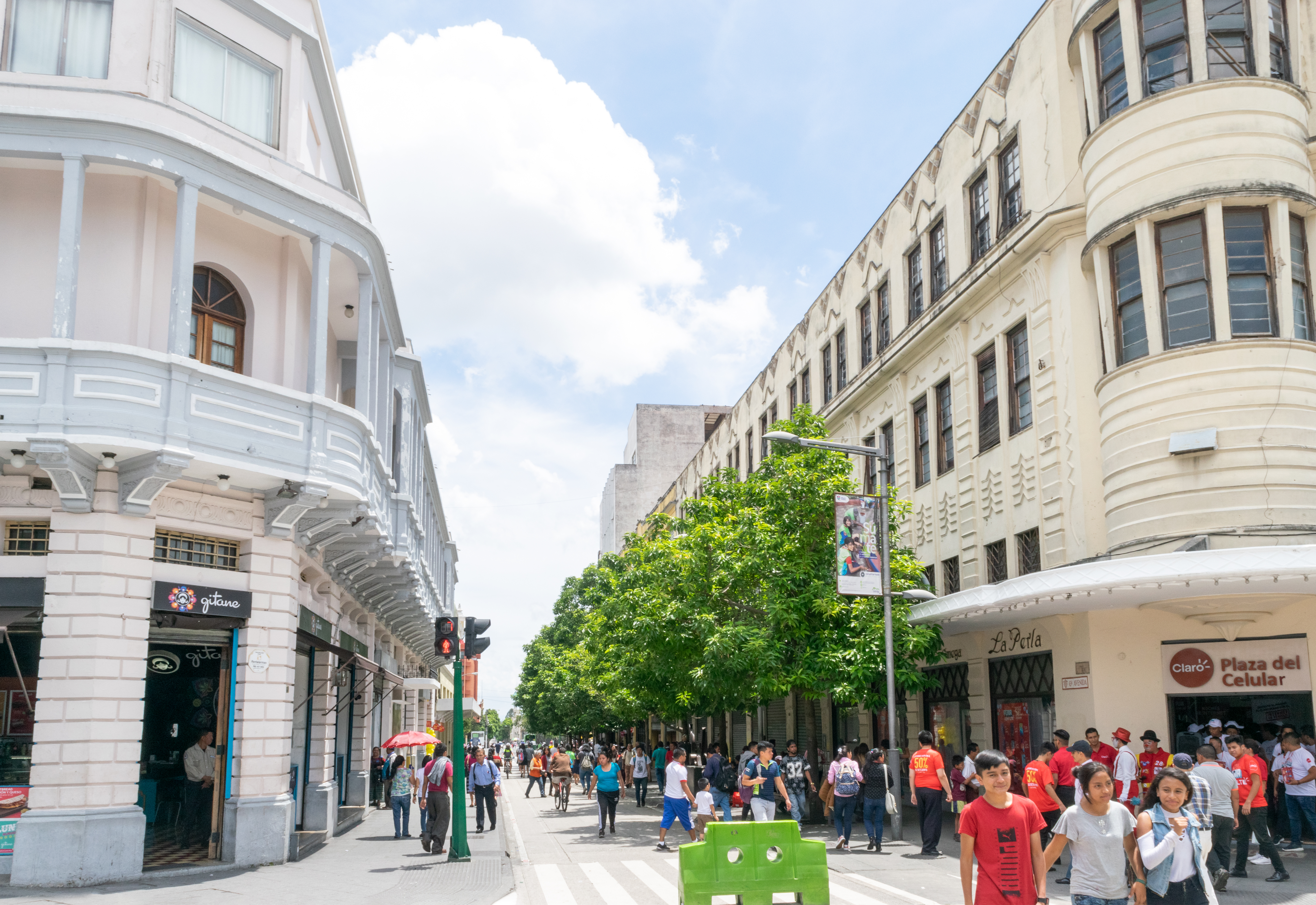
Ladinos en la Ciudad de Guatemala.

La palabra ladino se deriva de latino, y es utilizada en Centroamérica para referirse a la población mestiza o hispanizada. El término se creó en la época colonial para denominar a la casta hispanohablante que no era indígena, pero que tampoco pertenecía a la élite española y criolla. El gobierno de Guatemala describe a los ladinos como una población heterogénea que se expresa en español como idioma nativo, que posee costumbres hispanas matizadas con préstamos culturales indígenas y que viste a la usanza Occidental. Los ladinos se concentran en el área metropolitana de Guatemala, el oriente, las regiones costeras, el Petén y las cabeceras departamentales y municipales del occidente.
En el censo de 2018, un 56 % de los encuestados se reconocieron como ladinos. Por departamento, la población ladina se distribuía de la siguiente forma:
| Departamento   | % Ladino |
| -------------- | -------- |
| Alta Verapaz   | 5,6      |
| Baja Verapaz   | 39,6     |
| Chimaltenango  | 21,4     |
| Chiquimula     | 72,6     |
| El Progreso    | 98,2     |
| Escuintla      | 94,4     |
| Guatemala      | 85,5     |
| Huehuetenango  | 34,8     |
| Izabal         | 70,4     |
| Jalapa         | 60,5     |
| Jutiapa        | 79,1     |
| Petén          | 69,3     |
| Quetzaltenango | 48,7     |
| Quiché         | 10,6     |
| Retalhuleu     | 84,6     |
| Sacatepéquez   | 58,9     |
| San Marcos     | 69,0     |
| Santa Rosa     | 83,2     |
| Sololá         | 3,3      |
| Suchitepéquez  | 61,0     |
| Totonicapán    | 1,8      |
| Zacapa         | 97,4     |
| Guatemala      | 56,0     |

### Indígenas
Las estadísticas oficiales sitúan a Guatemala como segundo país con mayor proporción de indígenas en América Latina (después de Bolivia), y como el tercero con mayor población nativa (detrás de México).En el censo de 2018 un 43,4 % de los encuestados se declararon indígenas, algo por encima de las cifras registradas en los censos de 1981, 1994 y 2002 (cuando los indígenas fueron el 41,9 %, el 42,8 % y el 41 % de la población, respectivamente).Los expertos dicen que el 60% de su población es indígena.
Por departamentos, la población indígena estaba distribuida de la siguiente forma:
| Departamento   | % Maya o xinca |
| -------------- | -------------- |
| Alta Verapaz   | 94,2           |
| Baja Verapaz   | 60,0           |
| Chimaltenango  | 78,2           |
| Chiquimula     | 26,8           |
| El Progreso    | 1,5            |
| Escuintla      | 5,1            |
| Guatemala      | 13,5           |
| Huehuetenango  | 65,0           |
| Izabal         | 28,2           |
| Jalapa         | 38,9           |
| Jutiapa        | 20,3           |
| Petén          | 30,2           |
| Quetzaltenango | 50,9           |
| Quiché         | 89,2           |
| Retalhuleu     | 15,0           |
| Sacatepéquez   | 40,2           |
| San Marcos     | 30,8           |
| Santa Rosa     | 16,1           |
| Sololá         | 96,4           |
| Suchitepéquez  | 38,1           |
| Totonicapán    | 98,0           |
| Zacapa         | 2,0            |
| Guatemala      | 43,4           |

#### Mayas

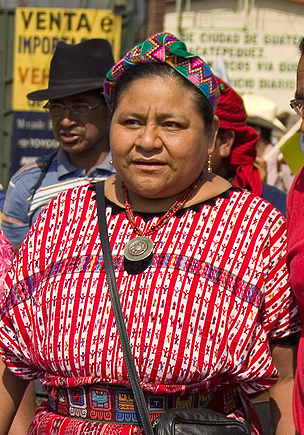
Rigoberta Menchú, Premio Nobel de Paz (1992), de origen maya k'iche'.

La etnia indígena más numerosa son los mayas, que corresponden al 41,7% de la población total y al 95,9% de los indígenas del país. Los mayas descienden de la avanzada civilización que se asentó en Mesoamérica en el primer milenio de la era cristiana. En la actualidad, las lenguas del tronco maya siguen siendo el idioma materno del 29,6% de la población guatemalteca. El gobierno de Guatemala reconoce la existencia de 22 subgrupos dentro de la etnia maya, los cuales se muestran a continuación:
| Pertenencia étnica maya | Total     | % de la población maya | % de la población nacional |
| ----------------------- | --------- | ---------------------- | -------------------------- |
| K'iche'                 | 1 680 551 | 27,1                   | 11,3                       |
| Q'eqchi'                | 1 370 007 | 22,1                   | 9,2                        |
| Kakchiquel              | 1 068 356 | 17,2                   | 7,2                        |
| Mam                     | 842 252   | 13,6                   | 5,7                        |
| Q'anjob'al              | 208 008   | 3,4                    | 1,4                        |
| Poqomchi'               | 176 622   | 2,6                    | 1,2                        |
| Achí                    | 105 992   | 2,4                    | 0,9                        |
| Ixil                    | 160 858   | 2,6                    | 1,1                        |
| Ch'orti'                | 112 432   | 1,8                    | 0,8                        |
| Tz'utujil               | 106 012   | 1,7                    | 0,7                        |
| Chuj                    | 91 391    | 1,5                    | 0,6                        |
| Akateko                 | 65 975    | 1,1                    | 0,4                        |
| Jakalteko               | 54 237    | 0,9                    | 0,4                        |
| Poqomam                 | 46 478    | 0,7                    | 0,3                        |
| Chalchiteco             | 33 641    | 9,5                    | 0,2                        |
| Sipakapense             | 17 373    | 0,3                    | 0,1                        |
| Awakateko               | 12 541    | 0,2                    | 0,1                        |
| Sakapulteko             | 9 763     | 0,2                    | 0,1                        |
| Uspanteko               | 4 909     | 0,1                    | 0,0                        |
| Mopán                   | 3 360     | 0,1                    | 0,0                        |
| Tektiteko               | 3 317     | 0,1                    | 0,0                        |
| Itzá                    | 2 926     | 0,0                    | 0,0                        |

#### Xincas
En el censo de 2018, 264 167 personas se autoreconocieron como xincas, lo que corresponden al 1,8% de la población total. Los xincas constituyen un grupo relativamente desconocido, cuya lengua se encuentra en serio peligro de extinción. La mayoría de los xincas viven de los departamentos de Jalapa (31,8% de la población), Jutiapa (19,3%) y Santa Rosa (14,1%).

### Afrodescendientes
Los primeros africanos fueron introducidos como mano de obra esclava por los conquistadores españoles. La mayoría de ellos se concentraron en las costas y, debido a su reducido número, terminaron siendo asimilados por la mayoría ladina.
Actualmente las mayores comunidades afrodescendientes de Guatemala son los garífunas y los creoles o negros de habla inglesa. Estos últimos llegaron en el siglo XIX desde Jamaica y otros países del Caribe para trabajar en la construcción del ferrocarril y la industria bananera.
Según el censo de 2018, un 0,3 % de la población de Guatemala se auto identificó como afrodescendiente, creole o garífuna. La distribución por departamentos se muestra en la siguiente tabla:
| Departamento   | % Afrodescendiente/creole o garífuna |
| -------------- | ------------------------------------ |
| Alta Verapaz   | 0,2                                  |
| Baja Verapaz   | 0,3                                  |
| Chimaltenango  | 0,3                                  |
| Chiquimula     | 0,4                                  |
| El Progreso    | 0,2                                  |
| Escuintla      | 0,3                                  |
| Guatemala      | 0,4                                  |
| Huehuetenango  | 0,2                                  |
| Izabal         | 1,1                                  |
| Jalapa         | 0,4                                  |
| Jutiapa        | 0,4                                  |
| Petén          | 0,3                                  |
| Quetzaltenango | 0,2                                  |
| Quiché         | 0,2                                  |
| Retalhuleu     | 0,3                                  |
| Sacatepéquez   | 0,3                                  |
| San Marcos     | 0,1                                  |
| Santa Rosa     | 0,4                                  |
| Sololá         | 0,2                                  |
| Suchitepéquez  | 0,8                                  |
| Totonicapán    | 0,2                                  |
| Zacapa         | 0,5                                  |
| Guatemala      | 0,3                                  |

#### Garífunas

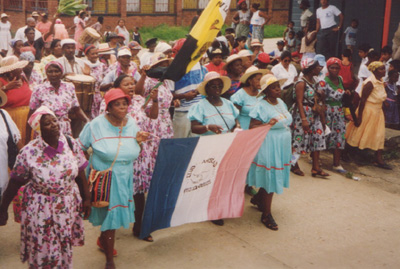
Garífunas en Livingston, Izabal.

Los garífunas descienden de un grupo de esclavos negros que naufragó en la isla de San Vicente, y que tras mezclarse con los indígenas arawak de la zona, fueron deportados por los británicos a la isla de Roatán, desde donde se dispersaron por las costas caribeñas de Honduras, Nicaragua, Belice y Guatemala. Un total de 19 529 personas se reconocieron como garífunas en 2018, más de tres mil de ellos habitan la región caribeña de Izabal (0,7% de la población del departamento).

### Blancos
Los primeros europeos que llegaron a Guatemala fueron los españoles, seguidos por los ingleses, que alcanzaron el país debido a la cercanía de la colonia de Belice.
Durante el periodo colonial, los españoles establecieron un sistema de castas en el que ellos y sus descendientes (criollos) ocuparon la cúspide la pirámide social. Poco antes de la independencia, los criollos eran menos del 5% de la población guatemalteca (los indígenas eran el 64% y los mestizos el 31%).
En el siglo XIX se llevó a cabo un intento de colonización belga en la región de Izabal. El gobierno también promovió el asentamiento de agricultores alemanes en Alta Verapaz, donde llegaron a controlar el cultivo de café. Según la embajada de Alemania, 4,000 ciudadanos alemanes, además de varios miles de descendientes, viven en Guatemala.
Se estima que más de 10,000 menonitas viven en Guatemala.

### Asiáticos
La principal comunidad asiática en Guatemala son los coreanos, que suman alrededor de 7,000 personas, de las cuales el 90% viven en la Ciudad de Guatemala.
La migración china comenzó a finales del siglo XIX, y se calcula que en la actualidad hay 3,500 chinos viviendo en el país.

## Composición genética
De acuerdo a algunas estudios, la composición genética promedio de los guatemaltecos es la siguiente:
| Americano | Europeo   | Africano | Estudio | Año  | Fuente                 |
| --------- | --------- | -------- | --- | ---- | ---------------------- |
| 62 %-66 % | 34 %-37 % | —        | Estructura genética de la población de Guatemala                                                                                  | 2011 | Universidad de Granada |
| 56,4 %    | 40,9 %    | 2,6 %    | Admixture and genetic relationships of Mexican Mestizos regarding Latin American and Caribbean populations based on 13 CODIS-STRs | 2015 | ScienceDirect          |
| 53,0 %    | 40,0 %    | 7,0 %    | Admixture in the Americas: Regional and National Differences                                                                      | 2016 | Research Gate          |

### Grupos étnicos
Estudios realizados sobre muestras de distintos grupos étnicos encontraron la siguiente mezcla genética:
| Grupo étnico | Aporte americano | Aporte europeo | Aporte africano |
| ------------ | ---------------- | -------------- | --------------- |
| Ladino       | 55%              | 41%            | 4%              |
| Maya         | 92%              | 8%             | 0%              |
| Garífuna     | 29%              | 1%             | 70%             |